# Trois Mondes
Pour plus de détails, voir Fiche technique et Distribution.
Trois Mondes est un  film français réalisé par Catherine Corsini, présenté dans la section Un certain regard lors du Festival de Cannes 2012 et dont la sortie généralisée a eu lieu le 5 décembre 2012.

## Synopsis
Al est un homme très ambitieux, qui a grimpé tous les échelons dans le florissant garage de banlieue où il travaille. Dans une quinzaine de jours, il va épouser Marion, la fille du patron, et reprendre la direction de l’entreprise.
Mais une nuit, il renverse un homme alors qu'il rentre d’une soirée à Paris avec ses deux collègues et amis Franck et Martin.  Juliette, étudiante en médecine, a vu l’accident de son balcon ainsi que le visage d'Al, sorti du véhicule pour constater la gravité de la situation. Conduisant en état d’ébriété une voiture empruntée au garage, poussé par ses collègues, il prend la fuite sans porter secours à l'homme grièvement blessé sur la chaussée.
Juliette va aider la femme de ce travailleur clandestin de chantier à retrouver le chauffard, ce dernier éprouvant de grands remords. Al et Juliette se recroisent, augmentant la déroute du coupable. Après la mort de l'accidenté, Al tente des compensations financières avec de l'argent amassé irrégulièrement, ce qui lui fait perdre sa place de travail et rompt ses fiançailles. Non dénoncé, il ne lui reste plus que son repentir. 

## Fiche technique
- Titre : Trois Mondes
- Réalisation : Catherine Corsini
- Scénario : Catherine Corsini et Benoît Graffin
- Décors : Mathieu Menut
- Costumes : Anne Schotte
- Photographie : Claire Mathon
- Son : Yves-Marie Omnes, Benoît Hillebrant, Olivier Dô Hùu
- Montage : Muriel Breton
- Musique : Grégoire Hetzel
- Production : Stéphane Parthenay, Fabienne Vonier
- Sociétés de production : Pyramide Productions et France 3 Cinéma, en association avec Cinémage 6
- Pays d'origine :  France
- Format : couleur
- Genre : drame
- Durée : 100 minutes
- Date de sortie :
  - France : 5 décembre 2012

## Distribution
- Raphaël Personnaz : Al
- Clotilde Hesme : Juliette
- Arta Dobroshi : Vera
- Reda Kateb : Franck
- Alban Aumard : Martin
- Adèle Haenel : Marion
- Jean-Pierre Malo : Testard
- Laurent Capelluto : Frédéric
- Rasha Bukvic : Adrian

## Distinctions
- Festival international du film francophone de Namur 2012 : Bayard d’or du meilleur scénario

## Accueil critique
De nombreux articles sont favorables au film. Pour Noémie Luciani par exemple (Le Monde, 4 décembre 2012) : « Tout, des textes à la mise en scène, refuse la facilité. Le film, lui non plus, n'est pas facile. Mais ses ambiguïtés comme ses difficultés lui sont une vraie richesse. » Jean Roy, dans L'Humanité, estime que « la réalisatrice Catherine Corsini nous intéresse une fois de plus avec un fait divers qui s’avère être également une plongée sociale qui refuse le manichéisme sans pour autant relever de l’eau tiède consensuelle ». Toutefois un jugement particulièrement sévère est émis par Nicolas Azalbert dans les Cahiers du cinéma qui écrit notamment que « Corsini accumule d'innombrables invraisemblances pour réunir un trio caricatural » et que « le résultat est non seulement ridicule mais immonde ».